# J3 League 2014
Die J3 League 2014 war die erste Spielzeit der J3 League, der dritten Division der japanischen J. League. An ihr nahmen zwölf Vereine teil. Die Saison begann am 9. März 2014 und endete am 23. November 2014, die Relegationsspiele zwischen dem Vorletzten der J. League Division 2 2014 und dem Vizemeister fanden am 30. November und am 7. Dezember 2014 statt.
Erster Meister der neugegründeten Spielklasse und damit Aufsteiger in die J2 League 2015 war Zweigen Kanazawa. Vizemeister AC Nagano Parceiro scheiterte knapp in den Relegationsspielen gegen den Vorletzten der J. League Division 2 2014, Kamatamare Sanuki.

## Modus
Die Vereine spielten insgesamt dreimal gegeneinander, davon mindestens einmal zuhause; ausgenommen hiervon war die J.-League-U-22-Auswahl, die ausschließlich Auswärtsspiele bestritt. Insgesamt ergaben sich so 33 Partien pro Mannschaft. Für einen Sieg gab es drei Punkte, bei einem Unentschieden erhielt jedes Team einen Zähler. Die Tabelle wurde nach den folgenden Kriterien erstellt:
1. Anzahl der erzielten Punkte
2. Tordifferenz
3. Erzielte Tore
4. Ergebnisse der Spiele untereinander
5. Entscheidungsspiel oder Münzwurf

Der Verein mit den meisten Punkten stieg am Ende der Saison direkt in die J2 League 2015 auf, der Zweitplatzierte spielte in zwei Relegationsspielen gegen den Vorletzten der J. League Division 2 2014 um den Aufstieg in die J2 League.

## Teilnehmer
Mit dem Ziel, eine bessere Verzahnung zwischen den beiden Profiligen und dem Amateurbereich zu erzielen, etablierte die J. League zur Saison 2014 eine weitere Division, die allerdings über nicht so strenge Aufnahmekriterien wie die J. League Division 2 verfügen sollte. Dies geschah auch, weil sich in den vorherigen Jahren immer mehr Vereine in der Japan Football League sammelten, die sich erfolgreich um die Aufnahme als sogenanntes „außerordentliches Mitglied“ in die J. League bemüht hatten, jedoch aufgrund der limitierten Kapazität der J2 mittel- bis langfristig keine Chance auf das Erreichen des Profistatus gehabt hätten.
Um für die Premierensaison berücksichtigt zu werden, mussten an der Teilnahme interessierte Vereine entweder bereits den Status eines außerordentlichen Mitglieds besitzen oder aber bis zum 30. Juni 2013 einen Aufnahmeantrag gestellt haben. Im letztgenannten Fall prüfte dann das J. League Council, ob der jeweilige Verein die Voraussetzungen zur Teilnahme erfüllte. Am 19. November 2013 wurden die folgenden elf Vereine als Teilnehmer der J3 League 2014 bestätigt (in Klammern die Ligazugehörigkeit in der Saison 2013):
- Gainare Tottori (J2 2013, Absteiger)
- Blaublitz Akita (JFL)
- Machida Zelvia (JFL)
- SC Sagamihara (JFL)
- AC Nagano Parceiro (JFL)
- Zweigen Kanazawa (JFL)
- YSCC Yokohama (JFL)
- FC Ryūkyū (JFL)
- Fukushima United FC (JFL)
- Fujieda MYFC (JFL)
- Grulla Morioka (Tōhoku Soccer League, Sieger der Aufstiegsspiele der neun Regionalliga-Staffelsieger)

Als zwölfte Mannschaft wurde ein U-22-Auswahlteam der J1- und J2-Vereine hinzugefügt. Diese Mannschaft, welche sich aus den besten Nachwuchsspielern der höherklassigen Vereine zusammensetzt, wurde mit Blick auf die Olympischen Sommerspiele 2016 in Rio de Janeiro gegründet. Die Auswahl der Spieler erfolgte auf wöchentlicher Basis aus einem Pool, für den jeder Verein förderungswürdige Talente benennen konnte; die Zusammensetzung der Mannschaft variierte daher sehr stark von Spiel zu Spiel. Als weitere Besonderheit bestritt das U-22-Team ausschließlich Auswärtsspiele.
| Team                | Stadt                | Heimstadion                                                    |
| ------------------- | -------------------- | -------------------------------------------------------------- |
| Blaublitz Akita     | Akita, Akita         | Akigin Stadium1                                                |
| Fujieda MYFC        | Fujieda, Shizuoka    | Fujieda Sports Park Soccer Field                               |
| Fukushima United FC | Fukushima, Fukushima | Toho Stadium2                                                  |
| Gainare Tottori     | Tottori, Tottori     | Tottori Bank Bird Stadium                                      |
| Grulla Morioka      | Morioka, Iwate       | Morioka South Park Stadium                                     |
| FC Machida Zelvia   | Machida, Tokio       | Machida Municipal Athletic Stadium                             |
| AC Nagano Parceiro  | Nagano, Nagano       | Saku Sports Park Athletic Stadium und Nagano Athletic Stadium3 |
| FC Ryūkyū           | Okinawa, Okinawa     | Okinawa General Athletic Stadium                               |
| SC Sagamihara       | Sagamihara, Shiga    | Gion Stadium                                                   |
| YSCC Yokohama       | Yokohama, Kanagawa   | NHK Spring Mitsuzawa Football Stadium4                         |
| Zweigen Kanazawa    | Kanazawa, Ishikawa   | Ishikawa Athletics Stadium                                     |

Bemerkungen
1. Das Akigin Stadium wurde am 1. September 2014 umbenannt, vorher trug es den Namen Akita Yabase Sports Park Stadium
2. Fukushima United trug je ein Heimspiel im Aizu Athletic Stadium in Aizu-Wakamatsu, Fukushima und im Iwaki Greenfield in Iwaki, Fukushima aus.[1]
3. AC Nagano Parceiro trug elf Heimspiele im Saku Sports Park Athletic Stadium und sechs Heimspiele im Nagano Athletic Stadium aus, zusätzlich fand ein Spiel im Ajinomoto Field Nishigaoka in Tokio statt.[2]
4. YSCC trug vier Heimspiele im benachbarten Mitsuzawa Athletic Stadium und ein Heimspiel im Shonan BMW Stadium Hiratsuka in Hiratsuka, Kanagawa aus.[3]

## Trainer
| Verein                  | Cheftrainer        |
| ----------------------- | ------------------ |
| Grulla Morioka          | Naoki Naruo        |
| Blaublitz Akita         | George Yonashiro   |
| Fukushima United FC     | Keisuke Kurihara   |
| FC Machida Zelvia       | Naoki Sōma         |
| YSCC Yokohama           | Kenji Arima        |
| SC Sagamihara           | Tetsumasa Kimura   |
| AC Nagano Parceiro      | Naohiko Minobe     |
| Zweigen Kanazawa        | Hitoshi Morishita  |
| Fujieda MYFC            | Musashi Mizushima  |
| Gainare Tottori         | Masanobu Matsunami |
| FC Ryukyu               | Norihiro Satsukawa |
| J.League U-22 Selection | Tsutomu Takahata   |

## Spieler
| Verein                  | Spieler |
| ----------------------- | --- |
| Grulla Morioka          | Yoshito Matsushita (1/0), Shūsaku Tokita (11/1), Ryōta Kobayashi (30/2), Yūsei Okada (32/5), Shun Tanaka (31/0), Ryūsei Morikawa (10/0), Ryōta Doi (32/12), Kenta Matsuda (29/1), Akira Takase (32/7), Eiji Tomii (29/1), Kōdai Satō (22/3), Kōya Saitō (18/0), Yūsuke Hayashi (19/1), Keisuke Matsumoto (15/1), Hiroyuki Ōmichi (7/0), Shinji Morita (15/0), Yūma Takahashi (9/1), Hikaru Fujishima (8/1), Takuji Yokoyama (9/0), Kōhei Doi (25/1), Sō Morita (33/0), Kōhei Yoshioka (26/2), Toshikazu Soya (24/3), Masato Hashimoto (9/0), Tarō Sugahara (11/1), Shūhei Doen (1/0) |
| Blaublitz Akita         | Toshimitsu Asai (8/0), Kazuhito Esaki (24/1), Toshio Shimakawa (32/0), Shin’ya Hatta (29/3), Shintarō Hirai (12/0), Kyōhei Maeyama (26/2), Yoshiki Hiraki (6/0), Leonardo (26/8), Shingo Kumabayashi (31/2), Shōhei Shinzato (30/0), Kazuhiro Kawata (32/0), Takeshi Handa (23/0), Hirochika Miyoshi (32/12), Hayato Mine (24/4), Kenji Suzuki (16/0), Lee Keun-ho (23/3), Keita Makiuchi (11/0), Kei Ishikawa (21/0), Takanori Miyake (5/0), Naoyuki Yamada (27/0), Takashi Fujii (23/3) |
| Fukushima United FC     | Ryōta Okada (17/0), Akihiro Noda (30/0), Yūto Horigome (18/0), Jun Shimizu (17/0), Takashi Kamoshida (33/2), Rui Tokisaki (8/1), Kazuto Ishidō (30/3), Yasutaka Kobayashi (23/2), Kim Kong-chyong (20/1), Jun’ya Kuno (29/4), Takahiro Ōhara (20/2), Yoshihiro Masuko (15/0), Takuya Muraoka (20/1), Ryōsuke Kawano (4/0), Makoto Shibahara (12/1), Yūki Igari (7/0), Shōta Tamura (7/0), Dai Okada (3/0), Yūtarō Shin (5/0), Akira Andō (31/2), Kento Sugino (25/1), Takuya Komine (5/0), Takuto Hashimoto (31/2), Kim Hong-yeon (27/7), Toshihiko Uchiyama (11/0), Kei Uemura (20/0), Tomoyasu Naitō (11/0) |
| FC Machida Zelvia       | Tomohito Shūgyō (23/0), Naoto Yoshii (8/1), Taisei Fujita (2/0), Tomohiro Taira (32/0), Kōta Fukatsu (29/4), Ri Han-jae (27/1), Keisuke Harada (11/0), Keisuke Endō (22/6), Kōji Suzuki (33/19), Yoshihiro Shōji (28/0), Ryūto Ōtake (25/1), Tetsuya Kijima (30/5), Shōta Saitō (16/2), Takafumi Suzuki (27/9), Kai Miki (24/0), Junto Matsushita (5/0), Toshiyasu Takahara (11/0), Kyōhei Shimazaki (1/0), Kento Shiratani (1/0), Bae Dae-won (26/0), Satoru Hoshino (29/3), Kōhei Nakashima (5/0), Takuya Kakine (2/0), Hiroki Todaka (27/5), Yūta Inagaki (11/0), Satoshi Kukino (14/2) |
| YSCC Yokohama           | Takuya Takahashi (28/0), Mitsuki Watanabe (20/0), Shūhei Shirai (5/1), Shōgo Iike (6/0), Daiki Hattori (17/0), Hikaru Ozawa (31/0), Naomichi Hirama (28/0), Masato Yamazaki (24/1), Kōsuke Matsuda (25/2), Akio Yoshida (33/10), Kazuki Itō (10/1), Yūji Fujikawa (14/0), Manabu Minami (5/0), Yūsuke Miura (12/0), Hisao Mita (32/1), Kazuma Inoue (21/1), Keisuke Kurouji (5/0), Masaya Yamamoto (27/2), Shunta Nishiyama (15/0), Kazuma Umenai (19/1), Yūmu Kudō (1/0), Gōki Tomozawa (32/5), Norimasa Nakanishi (33/2), Kazuya Ōizumi (15/1), Shō Aota (19/1) |
| SC Sagamihara           | Tsuyoshi Satō (28/0), Kōta Amano (26/0), Yūsei Kudō (19/2), Weslley (22/4), Masataka Tamura (5/0), Yūtarō Masuda (13/0), Tetsuya Kanno (33/6), Keita Sogabe (30/7), Yūya Sano (27/1), Mobi Fehr (32/3), Yōsuke Terada (11/0), Masatoshi Aki (3/0), Kaijirō Fujiyoshi (5/0), Tsukasa Morimoto (14/0), Yūki Matsumoto (32/5), Masaya Suzuki (11/0), Kōhei Hattori (25/3), Takahisa Kitahara (15/0), Hidetoshi Miyuki (28/1), Shunta Awaka (1/0), Masaya Jitōzono (7/0), Yumemi Kanda (10/0), Jun Suzuki (14/2), Hiroki Ōmori (18/0), Naohiro Takahara (21/5), Kenta Suzuki (15/0), Toro (8/2) |
| AC Nagano Parceiro      | Yūki Matsubara (32/3), Takahiro Ōshima (32/1), Yūki Kawabe (1/0), Yoshitaka Ōhashi (31/1), Yūki Satō (33/9), Keita Tanaka (14/0), Shunta Takahashi (22/3), Yūji Unozawa (33/16), Naoki Hatada (15/6), Yoshinori Katsumata (32/9), Kōhei Takano (15/1), Ryō Nishiguchi (32/1), Kōta Sameshima (2/0), Shōgo Matsuo (14/0), Ryōsuke Kawanabe (23/1), Shin’ichi Mukai (32/2), Ken’ichi Nozawa (19/2), Kazuki Mine (1/0), Minato Yoshida (4/0), Kazuki Arinaga (32/2), Kōhei Yamada (16/0), Teruyoshi Itō (8/0), Kengo Tanaka (33/0) |
| Zweigen Kanazawa        | Shin’ya Awatari (29/1), Yūji Sakuda (33/2), Tokio Hatamoto (6/0), Kōsuke Ōta (33/7), Shōgo Ōmachi (30/4), Shōhei Kiyohara (32/9), Kenta Yamafuji (32/2), Masao Tsuji (10/4), Kazuhiro Satō (27/7), Jun’ichi Tanaka (24/2), Shōma Mizunaga (16/8), Kento Onodera (3/0), Sunao Hozaki (29/1), Keisuke Minegishi (12/0), Yasuhito Tomita (23/3), Asuki Ōishi (6/0), Ryōsuke Ochi (16/1), Motofumi Ōhashi (1/0), Masayuki Tokutake (7/0), Shingo Honda (4/0), Shōichirō Sakamoto (11/0), Shōgo Yoshikawa (3/0), Masahiro Kaneko (11/2), Shinji Tsujio (30/3), Yoshinobu Harada (33/0), Kang Song-ho (6/0) |
| Fujieda MYFC            | Hiroyuki Matsumoto (1/0), Hiroki Narabayashi (23/0), Kazushi Uchida (30/0), Desmond (5/1), Daijirō Okuda (16/0), Masaya Satō (30/2), Takumi Hashimoto (26/0), Yūsuke Ishii (23/2), Ken Hisatomi (33/2), Takahisa Nishiyama (21/2), Yūhei Marumoto (23/0), Mitsuru Manshō (20/1), Masato Mizuki (27/2), Ryūji Mochizuki (25/0), Tsugutoshi Ōishi (29/17), Shun’ya Andō (11/0), Takuya Sasagaki (4/0), Takahiro Tanio (14/2), Yūichirō Edamoto (24/3), Shōgo Nakatsuru (25/0), Yūta Kutsukake (23/1), Daisuke Ichikawa (6/0), Park Il-gyu (32/0) |
| Gainare Tottori         | Takuya Sugimoto (12/0), Masaki Yanagawa (21/0), Keisuke Hayashi (19/0), Kenta Togawa (31/1), Tadayo Fukuō (25/0), Tsubasa Yokotake (10/0), Kazuki Kuranuki (32/0), Kōya Tanio (11/0), Fernandinho (15/7), Tatsuya Okamoto (30/5), Naoto Andō (24/1), Ryūji Hirota (27/4), Daiki Yamamoto (15/0), Katsuhisa Inamori (1/0), Kazuaki Mawatari (21/5), Masato Nakayama (23/3), Takahiko Sumida (26/0), Ryōsuke Kakigi (16/0), Kōdai Yasuda (16/1), Eijirō Mori (33/3), Shōgo Fujimaki (3/0), Tetsuya Koishi (13/0), Yasuhiro Okuyama (13/0), Ken’ichi Tanimura (6/0), Masato Ishiwa (6/0), Ramazotti (12/4), Kiyomitsu Kobari (21/0) |
| FC Ryukyu               | Sunao Kasahara (10/0), Daiki Asada (31/1), Kazuya Kawabata (20/1), Takahiro Urashima (31/3), Kōichi Maeda (18/0), Daichi Okumiya (26/1), Hikaru Mizuno (8/0), Keisuke Tanabe (30/0), Satoshi Nakayama (32/5), Ken’ya Maeshiro (17/1), Jumpei Obata (33/2), Kazuki Kotera (14/0), Yū Tomidokoro (32/1), Noritaka Fujisawa (33/6), Shōta Aoki (32/7), Satoru Makino (8/0), Jun’ichi Kōno (11/0), Keitarō Koga (7/1), Taishi Sunagawa (9/0), Ryōya Ueda (25/1), Yasuhiro Fukuda (3/0), Yūsuke Matsuda (7/0), Kiichi Tomori (26/1), Kenji Tanaka (12/0) |
| J.League U-22 Selection | Ryōta Tanabe (1/0), Yūji Takahashi (11/1), Kazuki Mine (10/3), Yūsuke Gotō (2/2), Shūto Kōno (2/0), Kazuki Satō (4/0), Naoya Fuji (1/0), Satoru Kashiwase (17/0), Andrew Kumagai (2/0), Takaaki Kinoshita (5/2), Ken Tajiri (4/0), Takaya Osanai (1/0), Shō Satō (8/0), Shōhei Yokoyama (4/0), Riki Harakawa (1/0), Keita Fujimura (4/0), Yukitoshi Itō (2/0), Takaharu Nishino (2/0), Shin’ya Yajima (3/1), Ryōta Suzuki (3/0), Musashi Suzuki (1/0), Ryūta Miyauchi (10/0), Haruya Ide (1/0), Shūhei Kawata (1/0), Shō Kagami (13/2), Tsubasa Suzuki (7/0), Ryōsuke Maeda (13/2), Ayumi Niekawa (9/0), Daiki Kogure (5/0), Shōgo Nakahara (7/1), Yūto Nagasaka (3/0), Naoki Kawaguchi (5/0), Yū Kimura (3/1), Gakuto Notsuda (2/1), Ryō Matsumura (2/1), Tatsuya Wada (12/1), Shūto Hira (14/2), Kazuki Kozuka (1/0), Hideyuki Nozawa (5/0), Takuya Kida (9/1), Yūta Toyokawa (2/1), Tsubasa Nihei (3/0), Hideki Ishige (2/1), Taishin Morikawa (5/0), Hiroki Akino (8/0), Yūsuke Kobayashi (4/0), Naomichi Ueda (2/0), Tomoki Wada (12/0), Hiroto Nakagawa (3/0), Kengo Nagai (8/0), Kyōhei Yoshino (5/0), Takuma Asano (2/0), Genki Yamada (4/0), Reo Mochizuki (1/0), Ken’ichi Tanimura (3/0), Shunta Awaka (4/0), Nikki Havenaar (7/1), Kōsuke Nakamura (3/0), Genta Miura (8/1), Tōru Takagiwa (11/0), Yūto Mori (2/0), Tomoya Koyamatsu (3/2), Yūto Uchida (6/0), Shōta Kaneko (9/2), Masatoshi Ishida (5/1), Yūki Uchiyama (11/0), Keisuke Ōyama (11/0), Ryōsuke Tamura (8/1), Haruki Umemura (2/0), Tsuyoshi Miyaichi (5/0), Keita Ishii (9/0), Gō Iwase (6/0), Naoki Ogawa (9/0), Kōya Yuruki (2/0), Hiroyuki Mae (2/0), Yōsei Ōtsu (5/0), Daiki Yagishita (9/1), Fumitaka Kitatani (4/1), Shinnosuke Hatanaka (2/0), Hayao Kawabe (1/0), Yūto Koizumi (1/0), Naoki Ōtani (5/0), Eiji Shirai (5/1), Shūhei Kamimura (2/0), Shōta Fukuoka (2/0), Ado Onaiwu (2/0), Yūya Mitsunaga (6/0), Tarō Sugimoto (6/0), Tasuku Hiraoka (11/3), Sōya Takahashi (9/0), Ryōta Aoki (7/0), Yōhei Takaoka (3/0), Gōson Sakai (3/0), Kazuya Miyahara (5/0), Shinnosuke Nakatani (6/0), Kenshin Yoshimaru (8/0), Yōsuke Ideguchi (3/0), Kōki Sugimori (3/0) |

## Statistiken

### Tabelle
| Pl.                    | Verein                 | Sp. | S  | U  | N  | Tore    | Diff. | Punkte |
| ---------------------- | ---------------------- | --- | -- | -- | -- | ------- | ----- | ------ |
| 1.                     | Zweigen Kanazawa       | 33  | 23 | 6  | 4  | 056:200 | +36   | 75     |
| 2.                     | AC Nagano Parceiro     | 33  | 20 | 9  | 4  | 058:230 | +35   | 69     |
| 3.                     | Machida Zelvia         | 33  | 20 | 8  | 5  | 059:220 | +37   | 68     |
| 4.                     | Gainare Tottori (A)    | 35  | 14 | 11 | 10 | 034:250 | +9    | 53     |
| 5.                     | Grulla Morioka         | 33  | 12 | 9  | 12 | 043:390 | +4    | 45     |
| 6.                     | SC Sagamihara          | 33  | 12 | 7  | 14 | 044:480 | −4    | 43     |
| 7.                     | Fukushima United FC    | 33  | 9  | 9  | 15 | 030:380 | −8    | 36     |
| 8.                     | Blaublitz Akita        | 33  | 10 | 4  | 19 | 038:570 | −19   | 34     |
| 9.                     | FC Ryūkyū              | 33  | 8  | 10 | 15 | 031:500 | −19   | 34     |
| 10.                    | J. League U-22 Auswahl | 33  | 9  | 6  | 18 | 037:630 | −26   | 33     |
| 11.                    | Fujieda MYFC           | 33  | 7  | 9  | 17 | 036:520 | −16   | 30     |
| 12.                    | YSCC Yokohama          | 33  | 4  | 12 | 17 | 029:580 | −29   | 24     |
| Stand: Ende der Saison |                        |     |    |    |    |         |       |        |

| (A) | Absteiger aus der J. League Division 2 2013: Gainare Tottori |

## Relegation
Der 21. der J. League Division 2 2014 spielte gegen den Vizemeister der J3 League 2014 in zwei Relegationsspielen um einen Platz in der J2 League 2015. Das Hinspiel fand am 30. November und das Rückspiel am 7. Dezember 2014 statt.
|                   | Gesamt |                    | Hinspiel | Rückspiel |
| ----------------- | ------ | ------------------ | -------- | --------- |
| Kamatamare Sanuki | 1:0    | AC Nagano Parceiro | 0:0      | 1:0       |